# Rosenborg BK en el fútbol europeo

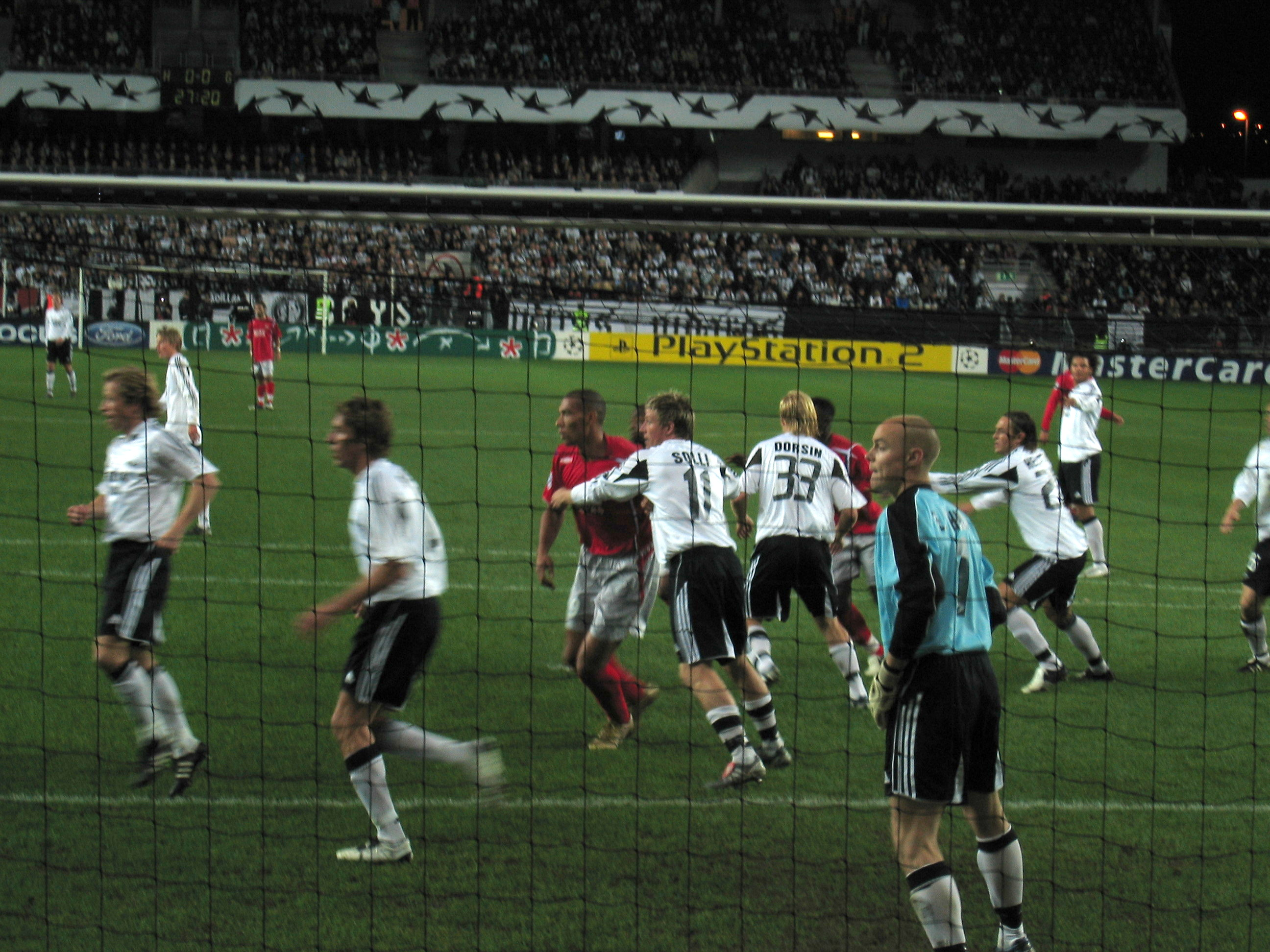
Rosenborg jugando contra el Olympique de Lyon en el Lerkendal Stadion durante la Liga de Campeones de la UEFA 2005-06.

Rosenborg Ballklub es un club de fútbol de Trondheim, Noruega. El equipo ha participado en 32 estaciones de la UEFA competiciones de clubes, entre ellos 21 temporadas en la Liga de Campeones de la UEFA, 16 temporadas en la Liga Europa de la UEFA, una temporada en la Recopa de Europa de la UEFA y una temporada en la Copa Intertoto de la UEFA. Rosenborg ha jugado seis veces en la Copa de la UEFA después de la calificación a través de la Liga de Campeones y una vez a través de la Copa Intertoto. Ha jugado 206 partidos en la UEFA, lo que resulta en 81 victorias, 39 empates y 86 derrotas. La primera aparición del club fue en la Recopa de Europa 1965-66, y posteriormente entró en torneos en seis temporadas hasta 1974-75. La siguiente aparición del club fue en la Copa de Campeones de Europa 1986-87, y luego en la Copa de Campeones de Europa 1989-90. Desde entonces, el Rosenborg ha participado en un torneo de la UEFA cada temporada, excepto la temporada 2006-07. El mejor rendimiento del club es llegar a los cuartos de final de la Liga de Campeones de la UEFA 1996-97, mientras que su único trofeo europeo se produjo cuando se co-ganó la Copa Intertoto de la UEFA 2008.
El club juega sus partidos como local en el Lerkendal Stadion, un all-seater stadium en Trondheim. Desde la última reconstrucción en 2002, puede albergar 21.166 espectadores. El récord de asistencia del Rosenborg en un partido europeo es de 22,492 de un partido de Copa de Campeones de Europa 1968-69 contra el SK Rapid Viena. La mayor victoria del Rosenborg es 1-7 contra el FC Astana-1964 en la clasificación Liga de Campeones de la UEFA 2007-08, mientras que la mayor derrota es 1-9 contra el Hibernian Football Club en la Copa de la UEFA 1974-75. Con 133 partidos jugados, Roar Strand es el jugador con más partido jugados en la UEFA con el Rosenborg, mientras que Harald Brattbakk es el que ha anotado más goles con 27 en total. Rosenborg ha jugado contra Juventus de Turín, Fútbol Club Oporto y el Real Madrid Club de Fútbol seis veces, más que cualquier otro equipo.

## Estadísticas

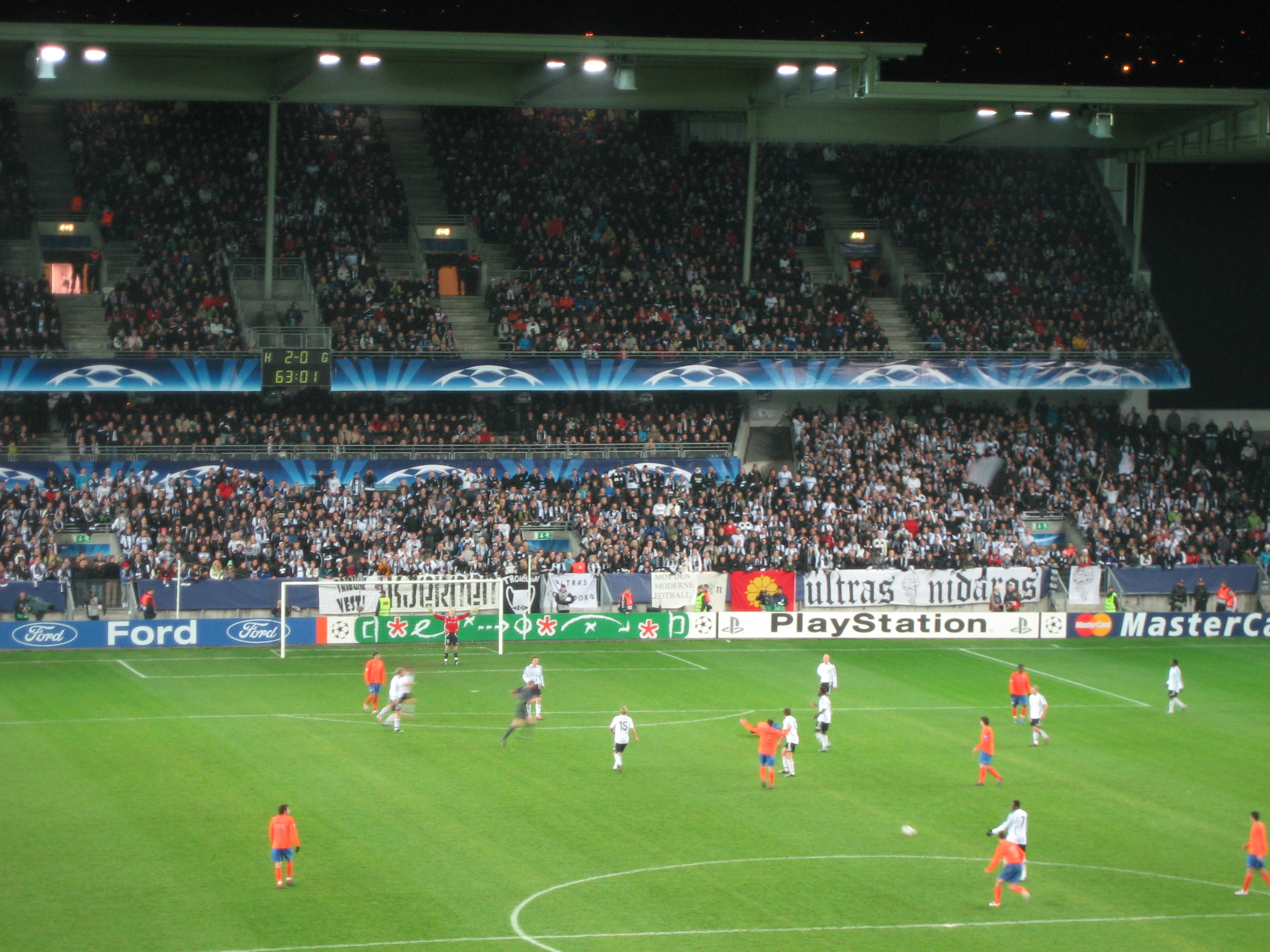
Rosenborg juega contra el Valencia Club de Fútbol en el Lerkendal Stadion durante la Liga de Campeones de la UEFA 2007-08.

La siguiente es una lista de las estadísticas de los juegos de Rosenborg en los cuatro torneos de la UEFA en los que ha participado, así como el total general. La lista contiene el torneo, el número de partidos jugados (PJ), ganados (G), empatados (E) y perdidos (P). El número de goles marcados (GM), goles en contra (GEC), diferencia de goles (DDG) y el porcentaje de partidos ganados (PDPG). Las estadísticas incluyen partidos de clasificación hasta la fecha.
| Torneo                                  | JJ  | JG | JE | JP | GAF | GEC | GDG | PDV |
| --------------------------------------- | --- | -- | -- | -- | --- | --- | --- | --- |
| Liga de Campeones de la UEFA            | 132 | 49 | 28 | 55 | 194 | 207 | -13 | 37% |
| Liga Europa de la UEFA / Copa de Ferias | 66  | 27 | 11 | 28 | 96  | 97  | -1  | 41% |
| Recopa de Europa de la UEFA             | 4   | 2  | 0  | 2  | 7   | 8   | -1  | 50% |
| Copa Intertoto de la UEFA               | 4   | 3  | 0  | 1  | 9   | 2   | +7  | 75% |
| Total                                   | 206 | 81 | 39 | 86 | 306 | 314 | -8  | 39% |

## Partidos
La siguiente es una lista completa de los partidos jugados por el Rosenborg en los torneos de la UEFA. Incluye la temporada, torneo, la etapa, el club rival y su país, la fecha, el lugar y la puntuación, con la puntuación del Rosenborg a la izquierda.
| Temporada | Torneo                       | Ronda                                       | Oponente                               | Oponente            | Fecha                    | Lugar                                       | Puntuación                             | Referencia |
| Temporada | Torneo                       | Ronda                                       | Equipo                                 | País                | Fecha                    | Lugar                                       | Puntuación                             | Referencia |
| --------- | ---------------------------- | ------------------------------------------- | -------------------------------------- | ------------------- | ------------------------ | ------------------------------------------- | -------------------------------------- | ---------- |
| 1965–66   | Recopa de Europa             | Dieciseisavos de final                      | KR Reykjavík                           | Islandia            | 24 de agosto de 1965     | KR-völlur, Reikiavik                        | 3–1                                    | [ 5 ]      |
| 1965–66   | Recopa de Europa             | Dieciseisavos de final                      | KR Reykjavík                           | Islandia            | 12 de septiembre de 1965 | Lerkendal Stadion, Trondheim                | 3–1                                    | [ 5 ]      |
| 1965–66   | Recopa de Europa             | Octavos de final                            | FC Dinamo de Kiev                      | Unión Soviética     | 24 de octubre de 1965    | Lerkendal Stadion, Trondheim                | 1–4                                    | [ 5 ]      |
| 1965–66   | Recopa de Europa             | Octavos de final                            | FC Dinamo de Kiev                      | Unión Soviética     | 28 de octubre de 1965    | Estadio Lobanovsky Dynamo, Kiev             | 0–2                                    | [ 5 ]      |
| 1968–69   | Copa de Campeones de Europa  | Dieciseisavos de final                      | SK Rapid Viena                         | Austria             | 18 de septiembre de 1968 | Lerkendal Stadion, Trondheim                | 1–3                                    | [ 5 ]      |
| 1968–69   | Copa de Campeones de Europa  | Dieciseisavos de final                      | SK Rapid Viena                         | Austria             | 12 de septiembre de 1968 | Estadio Ernst Happel, Viena                 | 3–3                                    | [ 5 ]      |
| 1969–70   | Copa de Ferias               | Treintaidosavos de final                    | Southampton Football Club              | Reino Unido         | 17 de septiembre de 1969 | Lerkendal Stadion, Trondheim                | 1–0                                    |            |
| 1969–70   | Copa de Ferias               | Treintaidosavos de final                    | Southampton Football Club              | Reino Unido         | 1 de octubre de 1969     | The Dell, Southampton, Southampton          | 0–2                                    |            |
| 1970–71   | Copa de Campeones de Europa  | Dieciseisavos de final                      | Standard Lieja                         | Bélgica             | 16 de septiembre de 1970 | Lerkendal Stadion, Trondheim                | 0–2                                    | [ 5 ]      |
| 1970–71   | Copa de Campeones de Europa  | Dieciseisavos de final                      | Standard Lieja                         | Bélgica             | 30 de septiembre de 1970 | Estadio Maurice Dufrasne, Lieja             | 0–5                                    | [ 5 ]      |
| 1971–72   | Copa de la UEFA              | Treintaidosavos de final                    | HIFK Fotboll                           | Finlandia           | 15 de septiembre de 1971 | Lerkendal Stadion, Trondheim                | 3–0                                    | [ 5 ]      |
| 1971–72   | Copa de la UEFA              | Treintaidosavos de final                    | HIFK Fotboll                           | Finlandia           | 29 de septiembre de 1971 | Töölön Pallokenttä, Helsinki                | 1–0                                    | [ 5 ]      |
| 1971–72   | Copa de la UEFA              | Dieciseisavos de final                      | Lierse SK                              | Bélgica             | 20 de octubre de 1971    | Ullevaal Stadion, Oslo                      | 4–1                                    | [ 5 ]      |
| 1971–72   | Copa de la UEFA              | Dieciseisavos de final                      | Lierse SK                              | Bélgica             | 3 de noviembre de 1971   | Estadio Herman Vanderpoorten, Lier          | 0–3 (gd)                               | [ 5 ]      |
| 1972–73   | Copa de Campeones de Europa  | Dieciseisavos de final                      | Celtic Football Club                   | Reino Unido         | 16 de septiembre de 1972 | Celtic Park, Glasgow                        | 1–2                                    | [ 5 ]      |
| 1972–73   | Copa de Campeones de Europa  | Dieciseisavos de final                      | Celtic Football Club                   | Reino Unido         | 27 de septiembre de 1972 | Lerkendal Stadion, Trondheim                | 1–3                                    | [ 5 ]      |
| 1974–75   | Copa de la UEFA              | Treintaidosavos de final                    | Hibernian Football Club                | Reino Unido         | 18 de septiembre de 1974 | Lerkendal Stadion, Trondheim                | 2–3                                    | [ 5 ]      |
| 1974–75   | Copa de la UEFA              | Treintaidosavos de final                    | Hibernian Football Club                | Reino Unido         | 2 de octubre de 1974     | Estadio Easter Road, Edimburgo              | 1–9                                    | [ 5 ]      |
| 1986–87   | Copa de Campeones de Europa  | Dieciseisavos de final                      | Linfield Football Club                 | Reino Unido         | 17 de septiembre de 1986 | Lerkendal Stadion, Trondheim                | 1–0                                    | [ 5 ]      |
| 1986–87   | Copa de Campeones de Europa  | Dieciseisavos de final                      | Linfield Football Club                 | Reino Unido         | 1 de octubre de 1986     | Windsor Park, Belfast                       | 1–1                                    | [ 5 ]      |
| 1986–87   | Copa de Campeones de Europa  | Octavos de final                            | Estrella Roja de Belgrado              | Yugoslavia          | 22 de octubre de 1986    | Lerkendal Stadion, Trondheim                | 0–3                                    | [ 5 ]      |
| 1986–87   | Copa de Campeones de Europa  | Octavos de final                            | Estrella Roja de Belgrado              | Yugoslavia          | 5 de noviembre de 1986   | Estadio Estrella Roja, Belgrado             | 1–4                                    | [ 5 ]      |
| 1989–90   | Copa de Campeones de Europa  | Dieciseisavos de final                      | RKV Malinas                            | Bélgica             | 13 de septiembre de 1989 | Lerkendal Stadion, Trondheim                | 0–0                                    | [ 5 ]      |
| 1989–90   | Copa de Campeones de Europa  | Dieciseisavos de final                      | RKV Malinas                            | Bélgica             | 27 de septiembre de 1989 | AFAS-stadion Achter de Kazerne, Malinas     | 0–5                                    | [ 5 ]      |
| 1990–91   | Copa de la UEFA              | Treintaidosavos de final                    | FC Chernomorets Odessa                 | Unión Soviética     | 19 de septiembre de 1990 | Spartak Stadium, Odesa                      | 1–3                                    | [ 5 ]      |
| 1990–91   | Copa de la UEFA              | Treintaidosavos de final                    | FC Chernomorets Odessa                 | Unión Soviética     | 3 de octubre de 1990     | Lerkendal Stadion, Trondheim                | 2–1                                    | [ 5 ]      |
| 1991–92   | Copa de Campeones de Europa  | Dieciseisavos de final                      | Unione Calcio Sampdoria                | Italia              | 18 de septiembre de 1991 | Estadio Luigi Ferraris, Génova              | 0–5                                    | [ 6 ]      |
| 1991–92   | Copa de Campeones de Europa  | Dieciseisavos de final                      | Unione Calcio Sampdoria                | Italia              | 2 de octubre de 1991     | Lerkendal Stadion, Trondheim                | 1–2                                    | [ 6 ]      |
| 1992–93   | Copa de la UEFA              | Treintaidosavos de final                    | FC Dinamo Moscú                        | Rusia               | 16 de septiembre de 1992 | VTB Arena, Moscú                            | 1–5                                    | [ 6 ]      |
| 1992–93   | Copa de la UEFA              | Treintaidosavos de final                    | FC Dinamo Moscú                        | Rusia               | 30 de septiembre de 1992 | Lerkendal Stadion, Trondheim                | 2–0                                    | [ 6 ]      |
| 1993–94   | Liga de Campeones de la UEFA | Ronda Previa                                | FC Avenir Beggen                       | Luxemburgo          | 18 de agosto de 1993     | Stade rue Henri Dunant, Luxemburgo          | 2–0                                    | [ 6 ]      |
| 1993–94   | Liga de Campeones de la UEFA | Ronda Previa                                | FC Avenir Beggen                       | Luxemburgo          | 1 de septiembre de 1993  | Lerkendal Stadion, Trondheim                | 1–0                                    | [ 6 ]      |
| 1993–94   | Liga de Campeones de la UEFA | Dieciseisavos de final                      | FK Austria Viena                       | Austria             | 15 de septiembre de 1993 | Lerkendal Stadion, Trondheim                | 3–1                                    | [ 6 ]      |
| 1993–94   | Liga de Campeones de la UEFA | Dieciseisavos de final                      | FK Austria Viena                       | Austria             | 29 de septiembre de 1993 | Estadio Franz Horr, Viena                   | 1–4                                    | [ 6 ]      |
| 1994–95   | Copa de la UEFA              | Ronda previa                                | Club Sportif Grevenmacher              | Luxemburgo          | 9 de agosto de 1994      | Op Flohr Stadion, Grevenmacher              | 2–1                                    | [ 6 ]      |
| 1994–95   | Copa de la UEFA              | Ronda previa                                | Club Sportif Grevenmacher              | Luxemburgo          | 23 de agosto de 1994     | Lerkendal Stadion, Trondheim                | 6–0                                    | [ 6 ]      |
| 1994–95   | Copa de la UEFA              | Treintaidosavos de final                    | Real Club Deportivo de La Coruña       | España              | 13 de septiembre de 1994 | Lerkendal Stadion, Trondheim                | 1–0                                    | [ 6 ]      |
| 1994–95   | Copa de la UEFA              | Treintaidosavos de final                    | Real Club Deportivo de La Coruña       | España              | 27 de septiembre de 1994 | Estadio de Riazor, La Coruña                | 1–4 (tiempo extra)                     | [ 6 ]      |
| 1995–96   | Liga de Campeones de la UEFA | Ronda previa                                | Beşiktaş Jimnastik Kulübü              | Turquía             | 9 de agosto de 1995      | Lerkendal Stadion, Trondheim                | 3–0                                    | [ 6 ]      |
| 1995–96   | Liga de Campeones de la UEFA | Ronda previa                                | Beşiktaş Jimnastik Kulübü              | Turquía             | 23 de agosto de 1995     | Estadio BJK İnönü, Estambul                 | 1–3                                    | [ 6 ]      |
| 1995–96   | Liga de Campeones de la UEFA | Liguilla de octavos de final                | Legia de Varsovia                      | Polonia             | 13 de septiembre de 1995 | Estadio del Ejército Polaco, Varsovia       | 1–3                                    | [ 7 ]      |
| 1995–96   | Liga de Campeones de la UEFA | Liguilla de octavos de final                | Blackburn Rovers Football Club         | Reino Unido         | 27 de septiembre de 1995 | Lerkendal Stadion, Trondheim                | 2–1                                    | [ 7 ]      |
| 1995–96   | Liga de Campeones de la UEFA | Liguilla de octavos de final                | FC Spartak de Moscú                    | Rusia               | 18 se octubre de 1995    | Lerkendal Stadion, Trondheim                | 2–4                                    | [ 7 ]      |
| 1995–96   | Liga de Campeones de la UEFA | Liguilla de octavos de final                | FC Spartak de Moscú                    | Rusia               | 1 de noviembre de 1995   | Estadio Lokomotiv, Moscú                    | 1–4                                    | [ 7 ]      |
| 1995–96   | Liga de Campeones de la UEFA | Liguilla de octavos de final                | Legia de Varsovia                      | Polonia             | 22 de noviembre de 1995  | Lerkendal Stadion, Trondheim                | 4–0                                    | [ 7 ]      |
| 1995–96   | Liga de Campeones de la UEFA | Liguilla de octavos de final                | Blackburn Rovers Football Club         | Reino Unido         | 6 de diciembre de 1995   | Ewood Park, Blackburn                       | 1–4                                    | [ 7 ]      |
| 1996–97   | Liga de Campeones de la UEFA | Ronda clasificatoria                        | Panathinaikos Fútbol Club              | Grecia              | 7 de agosto de 1996      | Estadio Apostolos Nikolaidis, Atenas        | 0–1                                    | [ 6 ]      |
| 1996–97   | Liga de Campeones de la UEFA | Ronda clasificatoria                        | Panathinaikos Fútbol Club              | Grecia              | 21 de agosto de 1996     | Lerkendal Stadion, Trondheim                | 3–0 (prórroga)                         | [ 6 ]      |
| 1996–97   | Liga de Campeones de la UEFA | Fase de grupos                              | IFK Göteborg                           | Suecia              | 11 de septiembre de 1996 | Estadio Ullevi, Gotemburgo                  | 3–2                                    | [ 8 ]      |
| 1996–97   | Liga de Campeones de la UEFA | Fase de grupos                              | Associazione Calcio Milan              | Italia              | 25 de septiembre de 1996 | Lerkendal Stadion, Trondheim                | 1–4                                    | [ 8 ]      |
| 1996–97   | Liga de Campeones de la UEFA | Fase de grupos                              | Fútbol Club Oporto                     | Portugal            | 16 de octubre de 1996    | Lerkendal Stadion, Trondheim                | 0–1                                    | [ 8 ]      |
| 1996–97   | Liga de Campeones de la UEFA | Fase de grupos                              | Fútbol Club Oporto                     | Portugal            | 30 de octubre de 1996    | Estádio das Antas, Oporto                   | 0–3                                    | [ 8 ]      |
| 1996–97   | Liga de Campeones de la UEFA | Fase de grupos                              | IFK Göteborg                           | Suecia              | 20 de noviembre de 1996  | Lerkendal Stadion, Trondheim                | 1–0                                    | [ 8 ]      |
| 1996–97   | Liga de Campeones de la UEFA | Fase de grupos                              | Associazione Calcio Milan              | Italia              | 4 de diciembre de 1996   | Estadio Giuseppe Meazza, Milán              | 2–1                                    | [ 8 ]      |
| 1996–97   | Liga de Campeones de la UEFA | Cuartos de final                            | Juventus de Turín                      | Italia              | 5 de marzo de 1997       | Lerkendal Stadion, Trondheim                | 1–1                                    | [ 9 ]      |
| 1996–97   | Liga de Campeones de la UEFA | Cuartos de final                            | Juventus de Turín                      | Italia              | 19 de marzo de 1997      | Estadio de los Alpes, Turín                 | 0–2                                    | [ 9 ]      |
| 1997–98   | Liga de Campeones de la UEFA | Segunda ronda                               | MTK Budapest FC                        | Hungría             | 14 de agosto de 1997     | Estadio Nándor Hidegkuti, Budapest          | 1–0                                    | [ 6 ]      |
| 1997–98   | Liga de Campeones de la UEFA | Segunda ronda                               | MTK Budapest FC                        | Hungría             | 27 de agosto de 1997     | Lerkendal Stadion, Trondheim                | 3–1                                    | [ 6 ]      |
| 1997–98   | Liga de Campeones de la UEFA | Fase de grupos                              | Real Madrid Club de Fútbol             | España              | 17 de septiembre de 1997 | Estadio Santiago Bernabéu, Madrid           | 1–4                                    | [ 10 ]     |
| 1997–98   | Liga de Campeones de la UEFA | Fase de grupos                              | Olympiacos Fútbol Club                 | Grecia              | 1 de octubre de 1997     | Lerkendal Stadion, Trondheim                | 5–1                                    | [ 10 ]     |
| 1997–98   | Liga de Campeones de la UEFA | Fase de grupos                              | Fútbol Club Oporto                     | Portugal            | 22 de octubre de 1997    | Lerkendal Stadion, Trondheim                | 2–0                                    | [ 10 ]     |
| 1997–98   | Liga de Campeones de la UEFA | Fase de grupos                              | Fútbol Club Oporto                     | Portugal            | 5 de noviembre de 1997   | Estádio das Antas, Oporto                   | 1–1                                    | [ 10 ]     |
| 1997–98   | Liga de Campeones de la UEFA | Fase de grupos                              | Real Madrid Club de Fútbol             | España              | 27 de noviembre de 1997  | Lerkendal Stadion, Trondheim                | 2–0                                    | [ 10 ]     |
| 1997–98   | Liga de Campeones de la UEFA | Fase de grupos                              | Olympiacos Fútbol Club                 | Grecia              | 10 de diciembre de 1997  | Estadio Georgios Karaiskakis, El Pireo      | 2–2                                    | [ 10 ]     |
| 1998–99   | Liga de Campeones de la UEFA | Segunda ronda previa                        | Club Brujas                            | Bélgica             | 12 de agosto de 1998     | Lerkendal Stadion, Trondheim                | 2–0                                    | [ 9 ]      |
| 1998–99   | Liga de Campeones de la UEFA | Segunda ronda previa                        | Club Brujas                            | Bélgica             | 16 de agosto de 1998     | Estadio Jan Breydel, Brujas                 | 2–4 (ganó por los goles a domicilio)   | [ 9 ]      |
| 1998–99   | Liga de Campeones de la UEFA | Primera ronda                               | Athletic Club                          | España              | 16 de septiembre de 1998 | Estadio de San Mamés, Bilbao                | 1–1                                    | [ 11 ]     |
| 1998–99   | Liga de Campeones de la UEFA | Primera ronda                               | Juventus de Turín                      | Italia              | 30 de septiembre de 1998 | Lerkendal Stadion, Trondheim                | 1–1                                    | [ 11 ]     |
| 1998–99   | Liga de Campeones de la UEFA | Primera ronda                               | Galatasaray Spor Kulübü                | Turquía             | 21 de octubre de 1998    | Lerkendal Stadion, Trondheim                | 3–0                                    | [ 11 ]     |
| 1998–99   | Liga de Campeones de la UEFA | Primera ronda                               | Galatasaray Spor Kulübü                | Turquía             | 4 de noviembre de 1998   | Estadio Ali Sami Yen, Estambul              | 0–3                                    | [ 11 ]     |
| 1998–99   | Liga de Campeones de la UEFA | Primera ronda                               | Athletic Club                          | España              | 25 de noviembre de 1998  | Lerkendal Stadion, Trondheim                | 2–1                                    | [ 11 ]     |
| 1998–99   | Liga de Campeones de la UEFA | Primera ronda                               | Juventus de Turín                      | Italia              | 9 de diciembre de 1998   | Estadio de los Alpes, Turín                 | 0–2                                    | [ 11 ]     |
| 1999–2000 | Liga de Campeones de la UEFA | Fase de grupos                              | Boavista Futebol Clube                 | Portugal            | 14 de septiembre de 1999 | Estádio do Bessa XXI, Oporto                | 3–0                                    | [ 12 ]     |
| 1999–2000 | Liga de Campeones de la UEFA | Fase de grupos                              | Feyenoord de Róterdam                  | Países Bajos        | 22 de septiembre de 1999 | Lerkendal Stadion, Trondheim                | 2–2                                    | [ 12 ]     |
| 1999–2000 | Liga de Campeones de la UEFA | Fase de grupos                              | Borussia Dortmund                      | Alemania            | 29 de septiembre de 1999 | Lerkendal Stadion, Trondheim                | 2–2                                    | [ 12 ]     |
| 1999–2000 | Liga de Campeones de la UEFA | Fase de grupos                              | Borussia Dortmund                      | Alemania            | 19 de octubre de 1999    | Signal Iduna Park, Dortmund                 | 3–0                                    | [ 12 ]     |
| 1999–2000 | Liga de Campeones de la UEFA | Fase de grupos                              | Boavista Futebol Clube                 | Portugal            | 27 de octubre de 1999    | Lerkendal Stadion, Trondheim                | 2–0                                    | [ 12 ]     |
| 1999–2000 | Liga de Campeones de la UEFA | Fase de grupos                              | Feyenoord de Róterdam                  | Países Bajos        | 2 de noviembre de 1999   | Stadion Feyenoord, Róterdam                 | 0–1                                    | [ 12 ]     |
| 1999–2000 | Liga de Campeones de la UEFA | Liguilla de octavos de final                | Bayern de Múnich                       | Alemania            | 24 de noviembre de 1999  | Lerkendal Stadion, Trondheim                | 1–1                                    | [ 13 ]     |
| 1999–2000 | Liga de Campeones de la UEFA | Liguilla de octavos de final                | Real Madrid Club de Fútbol             | España              | 7 de diciembre de 1999   | Estadio Santiago Bernabéu, Madrid           | 1–3                                    | [ 13 ]     |
| 1999–2000 | Liga de Campeones de la UEFA | Liguilla de octavos de final                | FC Dinamo de Kiev                      | Ucrania             | 29 de febrero de 2000    | Estadio Olímpico de Kiev, Kiev              | 1–2                                    | [ 13 ]     |
| 1999–2000 | Liga de Campeones de la UEFA | Liguilla de octavos de final                | FC Dinamo de Kiev                      | Ucrania             | 8 de marzo de 2000       | Lerkendal Stadion, Trondheim                | 1–2                                    | [ 13 ]     |
| 1999–2000 | Liga de Campeones de la UEFA | Liguilla de octavos de final                | Bayern de Múnich                       | Alemania            | 14 de marzo de 2000      | Estadio Olímpico de Múnich, Múnich          | 1–2                                    | [ 13 ]     |
| 1999–2000 | Liga de Campeones de la UEFA | Liguilla de octavos de final                | Real Madrid Club de Fútbol             | España              | 22 de marzo de 2000      | Lerkendal Stadion, Trondheim                | 0–1                                    | [ 13 ]     |
| 2000–01   | Liga de Campeones de la UEFA | Segunda ronda                               | Shelbourne Football Club               | Irlanda             | 26 de julio de 2000      | Tolka Park, Dublín                          | 3–1                                    | [ 9 ]      |
| 2000–01   | Liga de Campeones de la UEFA | Segunda ronda                               | Shelbourne Football Club               | Irlanda             | 2 de agosto de 2000      | Lerkendal Stadion, Trondheim                | 1–1                                    | [ 9 ]      |
| 2000–01   | Liga de Campeones de la UEFA | Tercera ronda                               | Dunaújváros FC                         | Hungría             | 9 de agosto de 2000      | Dunaferr Arena, Dunaújváros                 | 2–2                                    | [ 9 ]      |
| 2000–01   | Liga de Campeones de la UEFA | Tercera ronda                               | Dunaújváros FC                         | Hungría             | 23 de agosto de 2000     | Lerkendal Stadion, Trondheim                | 2–1                                    | [ 9 ]      |
| 2000–01   | Liga de Campeones de la UEFA | Primera liguilla                            | Paris Saint-Germain FC                 | Francia             | 13 de septiembre de 2000 | Lerkendal Stadion, Trondheim                | 3–1                                    | [ 14 ]     |
| 2000–01   | Liga de Campeones de la UEFA | Primera liguilla                            | Bayern de Múnich                       | Alemania            | 19 de septiembre de 2000 | Estadio Olímpico de Múnich, Múnich          | 1–1                                    | [ 14 ]     |
| 2000–01   | Liga de Campeones de la UEFA | Primera liguilla                            | Helsingborgs IF                        | Suecia              | 26 de septiembre de 2000 | Lerkendal Stadion, Trondheim                | 6–1                                    | [ 14 ]     |
| 2000–01   | Liga de Campeones de la UEFA | Primera liguilla                            | Helsingborgs IF                        | Suecia              | 18 de octubre de 2000    | Estadio Olimpia de Helsingborg, Helsingborg | 0–2                                    | [ 14 ]     |
| 2000–01   | Liga de Campeones de la UEFA | Primera liguilla                            | Paris Saint-Germain FC                 | Francia             | 24 de octubre de 2000    | Parque de los Príncipes, París              | 2–7                                    | [ 14 ]     |
| 2000–01   | Liga de Campeones de la UEFA | Primera liguilla                            | Bayern de Múnich                       | Alemania            | 8 de noviembre de 2000   | Lerkendal Stadion, Trondheim                | 1–1                                    | [ 14 ]     |
| 2000–01   | Copa de la UEFA              | Dieciseisavos de final                      | Deportivo Alavés                       | España              | 23 de noviembre de 2000  | Estadio de Mendizorroza, Vitoria            | 1–1                                    | [ 9 ]      |
| 2000–01   | Copa de la UEFA              | Dieciseisavos de final                      | Deportivo Alavés                       | España              | 7 de diciembre de 2000   | Lerkendal Stadion, Trondheim                | 1–3                                    | [ 9 ]      |
| 2001–02   | Liga de Campeones de la UEFA | Tercera ronda                               | FK Inter Bratislava                    | Eslovaquia          | 8 de agosto de 2001      | Estadio Pasienky, Bratislava                | 3–3                                    | [ 9 ]      |
| 2001–02   | Liga de Campeones de la UEFA | Tercera ronda                               | FK Inter Bratislava                    | Eslovaquia          | 28 de agosto de 2001     | Lerkendal Stadion, Trondheim                | 4–0                                    | [ 9 ]      |
| 2001–02   | Liga de Campeones de la UEFA | Fase de grupos                              | Fútbol Club Oporto                     | Portugal            | 18 de septiembre de 2001 | Lerkendal Stadion, Trondheim                | 1–2                                    | [ 15 ]     |
| 2001–02   | Liga de Campeones de la UEFA | Fase de grupos                              | Juventus de Turín                      | Italia              | 25 de septiembre de 2001 | Lerkendal Stadion, Trondheim                | 1–1                                    | [ 15 ]     |
| 2001–02   | Liga de Campeones de la UEFA | Fase de grupos                              | Celtic Football Club                   | Reino Unido         | 10 de octubre de 2001    | Celtic Park, Glasgow                        | 0–1                                    | [ 15 ]     |
| 2001–02   | Liga de Campeones de la UEFA | Fase de grupos                              | Juventus de Turín                      | Italia              | 17 de octubre de 2001    | Estadio de los Alpes, Turín                 | 0–1                                    | [ 15 ]     |
| 2001–02   | Liga de Campeones de la UEFA | Fase de grupos                              | Celtic Football Club                   | Reino Unido         | 23 de octubre de 2001    | Lerkendal Stadion, Trondheim                | 2–0                                    | [ 15 ]     |
| 2001–02   | Liga de Campeones de la UEFA | Fase de grupos                              | Fútbol Club Oporto                     | Portugal            | 31 de octubre de 2001    | Estádio das Antas, Oporto                   | 0–1                                    | [ 15 ]     |
| 2002–03   | Liga de Campeones de la UEFA | Tercera ronda                               | Brøndby IF                             | Dinamarca           | 14 de agosto de 2002     | Lerkendal Stadion, Trondheim                | 1–0                                    | [ 16 ]     |
| 2002–03   | Liga de Campeones de la UEFA | Tercera ronda                               | Brøndby IF                             | Dinamarca           | 28 de agosto de 2002     | Estadio Brøndby, Copenhague                 | 3–2                                    | [ 16 ]     |
| 2002–03   | Liga de Campeones de la UEFA | Primera Fase de grupos                      | Inter de Milán                         | Italia              | 17 de septiembre de 2002 | Lerkendal Stadion, Trondheim                | 2–2                                    | [ 17 ]     |
| 2002–03   | Liga de Campeones de la UEFA | Primera Fase de grupos                      | Olympique de Lyon                      | Francia             | 25 de septiembre de 2002 | Estadio Gerland, Lyon                       | 0–5                                    | [ 17 ]     |
| 2002–03   | Liga de Campeones de la UEFA | Primera Fase de grupos                      | Ajax de Ámsterdam                      | Países Bajos        | 2 de octubre de 2002     | Lerkendal Stadion, Trondheim                | 0–0                                    | [ 17 ]     |
| 2002–03   | Liga de Campeones de la UEFA | Primera Fase de grupos                      | Ajax de Ámsterdam                      | Países Bajos        | 22 de octubre de 2002    | Amsterdam Arena, Ámsterdam                  | 1–1                                    | [ 17 ]     |
| 2002–03   | Liga de Campeones de la UEFA | Primera Fase de grupos                      | Inter de Milán                         | Italia              | 30 de octubre de 2002    | Estadio Giuseppe Meazza, Milán              | 0–3                                    | [ 17 ]     |
| 2002–03   | Liga de Campeones de la UEFA | Primera Fase de grupos                      | Olympique de Lyon                      | Francia             | 12 de noviembre de 2002  | Lerkendal Stadion, Trondheim                | 1–1                                    | [ 17 ]     |
| 2003–04   | Liga de Campeones de la UEFA | Segunda ronda                               | Bohemian Football Club                 | Irlanda             | 30 de julio de 2003      | Dalymount Park, Dublín                      | 1–0                                    | [ 16 ]     |
| 2003–04   | Liga de Campeones de la UEFA | Segunda ronda                               | Bohemian Football Club                 | Irlanda             | 6 de agosto de 2003      | Lerkendal Stadion, Trondheim                | 4–0                                    | [ 16 ]     |
| 2003–04   | Liga de Campeones de la UEFA | Tercera ronda                               | Real Club Deportivo de La Coruña       | España              | 13 de agosto de 2003     | Lerkendal Stadion, Trondheim                | 0–0                                    | [ 16 ]     |
| 2003–04   | Liga de Campeones de la UEFA | Tercera ronda                               | Real Club Deportivo de La Coruña       | España              | 26 de agosto de 2003     | Estadio de Riazor, La Coruña                | 0–1                                    | [ 16 ]     |
| 2003–04   | Copa de la UEFA              | Primera ronda                               | FK Ventspils                           | Letonia             | 24 de septiembre de 2003 | Ventspils Olimpiskais Stadions, Ventspils   | 4–1                                    | [ 16 ]     |
| 2003–04   | Copa de la UEFA              | Primera ronda                               | FK Ventspils                           | Letonia             | 15 de octubre de 2003    | Lerkendal Stadion, Trondheim                | 6–0                                    | [ 16 ]     |
| 2003–04   | Copa de la UEFA              | Segunda ronda                               | Estrella Roja de Belgrado              | Serbia y Montenegro | 29 de octubre de 2003    | Lerkendal Stadion, Trondheim                | 0–0                                    | [ 16 ]     |
| 2003–04   | Copa de la UEFA              | Segunda ronda                               | Estrella Roja de Belgrado              | Serbia y Montenegro | 27 de octubre de 2003    | Estadio Estrella Roja, Belgrado             | 1–0                                    | [ 16 ]     |
| 2003–04   | Copa de la UEFA              | Dieciseisavos de final                      | Sport Lisboa e Benfica                 | Portugal            | 26 de febrero de 2004    | Estádio da Luz, Lisboa                      | 0–1                                    | [ 16 ]     |
| 2003–04   | Copa de la UEFA              | Dieciseisavos de final                      | Sport Lisboa e Benfica                 | Portugal            | 3 de marzo de 2004       | Lerkendal Stadion, Trondheim                | 2–1 (perdió por los goles a domicilio) | [ 16 ]     |
| 2004–05   | Liga de Campeones de la UEFA | Segunda ronda                               | FC Sheriff Tiraspol                    | Moldavia            | 28 de julio de 2004      | Lerkendal Stadion, Trondheim                | 2–1                                    | [ 16 ]     |
| 2004–05   | Liga de Campeones de la UEFA | Segunda ronda                               | FC Sheriff Tiraspol                    | Moldavia            | 4 de agosto de 2004      | Estadio Sheriff, Tiráspol                   | 2–0                                    | [ 16 ]     |
| 2004–05   | Liga de Campeones de la UEFA | Tercera ronda                               | Maccabi Haifa Football Club            | Israel              | 11 de agosto de 2004     | Lerkendal Stadion, Trondheim                | 2–1                                    | [ 16 ]     |
| 2004–05   | Liga de Campeones de la UEFA | Tercera ronda                               | Maccabi Haifa Football Club            | Israel              | 24 de agosto de 2004     | Estadio Kiryat Eliezer, Haifa               | 3–2 (prórroga)                         | [ 16 ]     |
| 2004–05   | Liga de Campeones de la UEFA | Fase de grupos                              | Panathinaikos Fútbol Club              | Grecia              | 14 de septiembre de 2004 | Estadio Apostolos Nikolaidis, Atenas        | 1–2                                    | [ 18 ]     |
| 2004–05   | Liga de Campeones de la UEFA | Fase de grupos                              | Arsenal Football Club                  | Reino Unido         | 29 de septiembre de 2004 | Lerkendal Stadion, Trondheim                | 1–1                                    | [ 18 ]     |
| 2004–05   | Liga de Campeones de la UEFA | Fase de grupos                              | PSV Eindhoven                          | Países Bajos        | 20 de octubre de 2004    | Lerkendal Stadion, Trondheim                | 1–2                                    | [ 18 ]     |
| 2004–05   | Liga de Campeones de la UEFA | Fase de grupos                              | PSV Eindhoven                          | Países Bajos        | 2 de noviembre de 2004   | Philips Stadion, Eindhoven                  | 0–1                                    | [ 18 ]     |
| 2004–05   | Liga de Campeones de la UEFA | Fase de grupos                              | Panathinaikos Fútbol Club              | Grecia              | 24 de noviembre de 2004  | Lerkendal Stadion, Trondheim                | 2–2                                    | [ 18 ]     |
| 2004–05   | Liga de Campeones de la UEFA | Fase de grupos                              | Arsenal Football Club                  | Reino Unido         | 7 de diciembre de 2004   | Arsenal Stadium, Londres                    | 1–5                                    | [ 18 ]     |
| 2005–06   | Liga de Campeones de la UEFA | Tercera ronda                               | Steaua de Bucarest                     | Rumania             | 10 de agosto de 2005     | Stadionul Ghencea, Bucarest                 | 1–1                                    | [ 16 ]     |
| 2005–06   | Liga de Campeones de la UEFA | Tercera ronda                               | Steaua de Bucarest                     | Rumania             | 23 de agosto de 2005     | Lerkendal Stadion, Trondheim                | 3–2                                    | [ 16 ]     |
| 2005–06   | Liga de Campeones de la UEFA | Fase de grupos                              | Olympiacos Fútbol Club                 | Grecia              | 13 de septiembre de 2005 | Estadio Georgios Karaiskakis, El Pireo      | 3–1                                    | [ 19 ]     |
| 2005–06   | Liga de Campeones de la UEFA | Fase de grupos                              | Olympique de Lyon                      | Francia             | 28 de septiembre de 2005 | Lerkendal Stadion, Trondheim                | 0–1                                    | [ 19 ]     |
| 2005–06   | Liga de Campeones de la UEFA | Fase de grupos                              | Real Madrid Club de Fútbol             | España              | 19 de octubre de 2005    | Estadio Santiago Bernabéu, Madrid           | 1–4                                    | [ 19 ]     |
| 2005–06   | Liga de Campeones de la UEFA | Fase de grupos                              | Real Madrid Club de Fútbol             | España              | 1 de noviembre de 2005   | Lerkendal Stadion, Trondheim                | 0–2                                    | [ 19 ]     |
| 2005–06   | Liga de Campeones de la UEFA | Fase de grupos                              | Olympiacos Fútbol Club                 | Grecia              | 23 de noviembre de 2005  | Lerkendal Stadion, Trondheim                | 1–1                                    | [ 19 ]     |
| 2005–06   | Liga de Campeones de la UEFA | Fase de grupos                              | Olympique de Lyon                      | Francia             | 6 de diciembre de 2005   | Estadio Gerland, Lyon                       | 1–2                                    | [ 19 ]     |
| 2005–06   | Copa de la UEFA              | Dieciseisavos de final                      | F. C. Zenit de San Petersburgo         | Rusia               | 15 de febrero de 2006    | Lerkendal Stadion, Trondheim                | 0–2                                    | [ 16 ]     |
| 2005–06   | Copa de la UEFA              | Dieciseisavos de final                      | F. C. Zenit de San Petersburgo         | Rusia               | 23 de febrero de 2006    | Estadio Petrovski, San Petersburgo          | 1–2                                    | [ 16 ]     |
| 2007–08   | Liga de Campeones de la UEFA | Segunda fase                                | FC Astana-1964                         | Kazajistán          | 1 de agosto de 2007      | Kazhymukan Munaitpasov Stadium, Astaná      | 3–1                                    | [ 20 ]     |
| 2007–08   | Liga de Campeones de la UEFA | Segunda fase                                | FC Astana-1964                         | Kazajistán          | 8 de agosto de 2007      | Lerkendal Stadion, Trondheim                | 7–1                                    | [ 21 ]     |
| 2007–08   | Liga de Campeones de la UEFA | Tercera fase                                | Tampere United                         | Finlandia           | 15 de agosto de 2007     | Estadio Tampere, Tampere                    | 3–0                                    | [ 22 ]     |
| 2007–08   | Liga de Campeones de la UEFA | Tercera fase                                | Tampere United                         | Finlandia           | 29 de agosto de 2007     | Lerkendal Stadion, Trondheim                | 2–0                                    | [ 23 ]     |
| 2007–08   | Liga de Campeones de la UEFA | Fase de grupos                              | Chelsea Football Club                  | Reino Unido         | 18 de septiembre de 2007 | Stamford Bridge, Londres                    | 1–1                                    | [ 24 ]     |
| 2007–08   | Liga de Campeones de la UEFA | Fase de grupos                              | FC Schalke 04                          | Alemania            | 3 de octubre de 2007     | Lerkendal Stadion, Trondheim                | 0–2                                    | [ 24 ]     |
| 2007–08   | Liga de Campeones de la UEFA | Fase de grupos                              | Valencia Club de Fútbol                | España              | 24 de octubre de 2007    | Lerkendal Stadion, Trondheim                | 2–0                                    | [ 24 ]     |
| 2007–08   | Liga de Campeones de la UEFA | Fase de grupos                              | Valencia Club de Fútbol                | España              | 6 de noviembre de 2007   | Estadio de Mestalla, Valencia               | 2–0                                    | [ 24 ]     |
| 2007–08   | Liga de Campeones de la UEFA | Fase de grupos                              | Chelsea Football Club                  | Reino Unido         | 28 de noviembre de 2007  | Lerkendal Stadion, Trondheim                | 0–4                                    | [ 24 ]     |
| 2007–08   | Liga de Campeones de la UEFA | Fase de grupos                              | FC Schalke 04                          | Alemania            | 11 de diciembre de 2007  | Veltins-Arena, Gelsenkirchen                | 1–3                                    | [ 24 ]     |
| 2007–08   | Copa de la UEFA              | Dieciseisavos de final                      | Associazione Calcio Firenze Fiorentina | Italia              | 14 de febrero de 2008    | Lerkendal Stadion, Trondheim                | 0–1                                    | [ 25 ]     |
| 2007–08   | Copa de la UEFA              | Dieciseisavos de final                      | Associazione Calcio Firenze Fiorentina | Italia              | 21 de febrero de 2008    | Estadio Artemio Franchi, Florencia          | 1–2                                    | [ 26 ]     |
| 2008–09   | Copa Intertoto de la UEFA    | Segunda Ronda                               | FK Ekranas Panevėžys                   | Lituania            | 6 de julio de 2008       | Estadio Aukštaitija, Panevėžys              | 3–1                                    | [ 27 ]     |
| 2008–09   | Copa Intertoto de la UEFA    | Segunda Ronda                               | FK Ekranas Panevėžys                   | Lituania            | 13 de julio de 2008      | Lerkendal Stadion, Trondheim                | 4–0                                    | [ 28 ]     |
| 2008–09   | Copa Intertoto de la UEFA    | Tercera Ronda                               | NAC Breda                              | Países Bajos        | 19 de julio de 2008      | Estadio Rat Verlegh, Breda                  | 0–1                                    | [ 29 ]     |
| 2008–09   | Copa Intertoto de la UEFA    | Tercera Ronda                               | NAC Breda                              | Países Bajos        | 27 de julio de 2008      | Lerkendal Stadion, Trondheim                | 2–0                                    | [ 30 ]     |
| 2008–09   | Copa de la UEFA              | Segunda ronda previa                        | Djurgårdens IF Fotboll                 | Suecia              | 14 de agosto de 2008     | Estadio Råsunda, Estocolmo                  | 1–2                                    | [ 31 ]     |
| 2008–09   | Copa de la UEFA              | Segunda ronda previa                        | Djurgårdens IF Fotboll                 | Suecia              | 28 de agosto de 2008     | Lerkendal Stadion, Trondheim                | 5–0                                    | [ 32 ]     |
| 2008–09   | Copa de la UEFA              | Primera ronda                               | Brøndby IF                             | Dinamarca           | 18 de septiembre de 2008 | Estadio Brøndby, Copenhague                 | 2–1                                    | [ 33 ]     |
| 2008–09   | Copa de la UEFA              | Primera ronda                               | Brøndby IF                             | Dinamarca           | 2 de octubre de 2008     | Lerkendal Stadion, Trondheim                | 3–2                                    | [ 34 ]     |
| 2008–09   | Copa de la UEFA              | Fase de grupos                              | Club Brujas                            | Bélgica             | 23 de octubre de 2008    | Lerkendal Stadion, Trondheim                | 0–0                                    | [ 35 ]     |
| 2008–09   | Copa de la UEFA              | Fase de grupos                              | Association Sportive de Saint-Étienne  | Francia             | 6 de noviembre de 2008   | Estadio Geoffroy-Guichard, Saint-Étienne    | 0–3                                    | [ 35 ]     |
| 2008–09   | Copa de la UEFA              | Fase de grupos                              | Valencia Club de Fútbol                | España              | 27 de noviembre de 2008  | Lerkendal Stadion, Trondheim                | 0–4                                    | [ 35 ]     |
| 2008–09   | Copa de la UEFA              | Fase de grupos                              | FC Copenhague                          | Dinamarca           | 4 de diciembre de 2008   | Parken Stadion, Copenhague                  | 1–1                                    | [ 35 ]     |
| 2009–10   | Liga Europa de la UEFA       | Primera ronda previa                        | NSÍ Runavík                            | Dinamarca           | 2 de julio de 2009       | Tórsvøllur, Tórshavn                        | 3–0                                    | [ 36 ]     |
| 2009–10   | Liga Europa de la UEFA       | Primera ronda previa                        | NSÍ Runavík                            | Dinamarca           | 9 de julio de 2009       | Lerkendal Stadion, Trondheim                | 3–1                                    | [ 37 ]     |
| 2009–10   | Liga Europa de la UEFA       | Segunda ronda previa                        | FK Qarabağ Agdam                       | Azerbaiyán          | 16 de julio de 2009      | Lerkendal Stadion, Trondheim                | 0–0                                    | [ 38 ]     |
| 2009–10   | Liga Europa de la UEFA       | Segunda ronda previa                        | FK Qarabağ Agdam                       | Azerbaiyán          | 23 de julio de 2009      | Estadio Tofiq Bəhramov, Bakú                | 0–1                                    | [ 39 ]     |
| 2010–11   | Liga de Campeones de la UEFA | Segunda ronda previa                        | Linfield Football Club                 | Reino Unido         | 14 de julio de 2010      | Windsor Park, Belfast                       | 0–0                                    |            |
| 2010–11   | Liga de Campeones de la UEFA | Segunda ronda previa                        | Linfield Football Club                 | Reino Unido         | 21 de julio de 2010      | Lerkendal Stadion, Trondheim                | 2–0                                    |            |
| 2010–11   | Liga de Campeones de la UEFA | Tercera ronda previa para campeones de liga | AIK Estocolmo                          | Suecia              | 28 de julio de 2010      | Estadio Råsunda, Estocolmo                  | 1–0                                    |            |
| 2010–11   | Liga de Campeones de la UEFA | Tercera ronda previa para campeones de liga | AIK Estocolmo                          | Suecia              | 4 de agosto de 2010      | Lerkendal Stadion, Trondheim                | 3–0                                    |            |
| 2010–11   | Liga de Campeones de la UEFA | Ronda de play-off para campeones de liga    | FC Copenhague                          | Dinamarca           | 28 de julio de 2010      | Lerkendal Stadion, Trondheim                | 2–1                                    |            |
| 2010–11   | Liga de Campeones de la UEFA | Ronda de play-off para campeones de liga    | FC Copenhague                          | Dinamarca           | 4 de agosto de 2010      | Parken Stadion, Copenhague                  | 0–1 (ganó por los goles a domicilio)   |            |
| 2010–11   | Liga Europa de la UEFA       | Fase de grupos                              | Bayer 04 Leverkusen                    | Alemania            | 16 de septiembre de 2010 | BayArena, Leverkusen                        | 0–4                                    |            |
| 2010–11   | Liga Europa de la UEFA       | Fase de grupos                              | Aris Thessaloniki F.C.                 | Grecia              | 30 de septiembre de 2010 | Lerkendal Stadion, Trondheim                | 2–1                                    |            |
| 2010–11   | Liga Europa de la UEFA       | Fase de grupos                              | Club Atlético de Madrid                | España              | 21 de octubre de 2010    | Estadio Vicente Calderón, Madrid            | 0–3                                    |            |
| 2010–11   | Liga Europa de la UEFA       | Fase de grupos                              | Club Atlético de Madrid                | España              | 4 de noviembre de 2010   | Lerkendal Stadion, Trondheim                | 1–2                                    |            |
| 2010–11   | Liga Europa de la UEFA       | Fase de grupos                              | Bayer 04 Leverkusen                    | Alemania            | 1 de diciembre de 2010   | Lerkendal Stadion, Trondheim                | 0–1                                    |            |
| 2010–11   | Liga Europa de la UEFA       | Fase de grupos                              | Aris Thessaloniki F.C.                 | Grecia              | 16 de diciembre de 2010  | Estadio Kleanthis Vikelidis, Salónica       | 0–2                                    |            |
| 2011–12   | Liga de Campeones de la UEFA | Segunda ronda previa                        | Breiðablik UBK                         | Islandia            | 13 de julio de 2011      | Lerkendal Stadion, Trondheim                | 5–0                                    | [ 40 ]     |
| 2011–12   | Liga de Campeones de la UEFA | Segunda ronda previa                        | Breiðablik UBK                         | Islandia            | 20 de julio de 2011      | Kópavogsvöllur, Kópavogur                   | 0–2                                    | [ 40 ]     |
| 2011–12   | Liga de Campeones de la UEFA | Tercera ronda previa para campeones de liga | Football Club Viktoria Plzeň           | República Checa     | 27 de julio de 2011      | Lerkendal Stadion, Trondheim                | 0–1                                    | [ 41 ]     |
| 2011–12   | Liga de Campeones de la UEFA | Tercera ronda previa para campeones de liga | Football Club Viktoria Plzeň           | República Checa     | 3 de agosto de 2011      | Doosan Arena, Pilsen                        | 2–3                                    | [ 41 ]     |
| 2011–12   | Liga Europa de la UEFA       | Cuarta ronda previa                         | AEK Larnaca                            | Chipre              | 18 de agosto de 2011     | Lerkendal Stadion, Trondheim                | 0–0                                    | [ 42 ]     |
| 2011–12   | Liga Europa de la UEFA       | Cuarta ronda previa                         | AEK Larnaca                            | Chipre              | 25 de agosto de 2011     | Antonis Papadopoulos Stadium, Lárnaca       | 1–2                                    | [ 42 ]     |
| 2012–13   | Liga Europa de la UEFA       | Primera ronda de clasificación              | Crusaders Football Club                | Reino Unido         | 5 de julio de 2012       | Seaview, Belfast                            | 3–0                                    | [ 43 ]     |
| 2012–13   | Liga Europa de la UEFA       | Primera ronda de clasificación              | Crusaders Football Club                | Reino Unido         | 12 de julio de 2012      | Lerkendal Stadion, Trondheim                | 1–0                                    | [ 43 ]     |
| 2012–13   | Liga Europa de la UEFA       | Segunda ronda de clasificación              | FC Ordabasy Shymkent                   | Kazajistán          | 19 de julio de 2012      | Lerkendal Stadion, Trondheim                | 2–2                                    | [ 43 ]     |
| 2012–13   | Liga Europa de la UEFA       | Segunda ronda de clasificación              | FC Ordabasy Shymkent                   | Kazajistán          | 26 de julio de 2012      | Kazhymukan Munaitpasov Stadium, Almatý      | 2–1                                    | [ 43 ]     |
| 2012–13   | Liga Europa de la UEFA       | Tercera ronda de clasificación              | Servette Football Club Genève          | Suiza               | 2 de agosto de 2012      | Stade de Genève, Ginebra                    | 1–1                                    | [ 43 ]     |
| 2012–13   | Liga Europa de la UEFA       | Tercera ronda de clasificación              | Servette Football Club Genève          | Suiza               | 9 de agosto de 2012      | Lerkendal Stadion, Trondheim                | 0–0 (ganado los goles a domicilio)     | [ 43 ]     |
| 2012–13   | Liga Europa de la UEFA       | Play-off                                    | Legia de Varsovia                      | Polonia             | 23 de agosto de 2012     | Estadio del Ejército Polaco, Varsovia       | 1–1                                    | [ 43 ]     |
| 2012–13   | Liga Europa de la UEFA       | Play-off                                    | Legia de Varsovia                      | Polonia             | 30 de agosto de 2012     | Lerkendal Stadion, Trondheim                | 2–1                                    | [ 43 ]     |
| 2012–13   | Liga Europa de la UEFA       | Fase de grupos                              | SK Rapid Viena                         | Austria             | 20 de septiembre de 2012 | Estadio Ernst Happel, Viena                 | 2–1                                    | [ 43 ]     |
| 2012–13   | Liga Europa de la UEFA       | Fase de grupos                              | Bayer 04 Leverkusen                    | Alemania            | 4 de octubre de 2012     | Lerkendal Stadion, Trondheim                | 0–1                                    | [ 43 ]     |
| 2012–13   | Liga Europa de la UEFA       | Fase de grupos                              | F.C. Metalist Járkov                   | Ucrania             | 25 de octubre de 2012    | Lerkendal Stadion, Trondheim                | 1–2                                    | [ 43 ]     |
| 2012–13   | Liga Europa de la UEFA       | Fase de grupos                              | F.C. Metalist Járkov                   | Ucrania             | 8 de noviembre de 2012   | Estadio Metalist, Járkov                    | 1–3                                    | [ 43 ]     |
| 2012–13   | Liga Europa de la UEFA       | Fase de grupos                              | SK Rapid Viena                         | Austria             | 22 de noviembre de 2012  | Lerkendal Stadion, Trondheim                | 3–2                                    | [ 43 ]     |
| 2012–13   | Liga Europa de la UEFA       | Fase de grupos                              | Bayer 04 Leverkusen                    | Alemania            | 6 de diciembre de 2012   | BayArena, Leverkusen                        | 0–1                                    | [ 43 ]     |
| 2013–14   | Liga Europa de la UEFA       | Primera ronda previa                        | Crusaders Football Club                | Reino Unido         | 24 de junio de 2013      | Seaview, Belfast                            | 2–1                                    | [ 44 ]     |
| 2013–14   | Liga Europa de la UEFA       | Primera ronda previa                        | Crusaders Football Club                | Reino Unido         | 11 de julio de 2013      | Lerkendal Stadion, Trondheim                | 7–2                                    | [ 44 ]     |
| 2013–14   | Liga Europa de la UEFA       | Segunda ronda previa                        | St. Johnstone Football Club            | Reino Unido         | 18 de julio de 2013      | Lerkendal Stadion, Trondheim                | 0–1                                    | [ 44 ]     |
| 2013–14   | Liga Europa de la UEFA       | Segunda ronda previa                        | St. Johnstone Football Club            | Reino Unido         | 25 de julio de 2013      | McDiarmid Park, Perth                       | 1–1                                    | [ 44 ]     |
| 2015–16   | Liga Europa de la UEFA       | Primera ronda previa                        | Víkingur Gøta                          | Dinamarca           | 2 de julio de 2015       | Sarpugerði, Norðragøta                      | 2–0                                    | [ 45 ]     |
| 2015–16   | Liga Europa de la UEFA       | Primera ronda previa                        | Víkingur Gøta                          | Dinamarca           | 9 de julio de 2015       | Lerkendal Stadion, Trondheim                | 0–0                                    | [ 45 ]     |
| 2015–16   | Liga Europa de la UEFA       | Segunda ronda previa                        | KR Reykjavík                           | Islandia}           | 16 de julio de 2015      | KR-völlur, Islandia                         | 1–0                                    | [ 45 ]     |
| 2015–16   | Liga Europa de la UEFA       | Segunda ronda previa                        | KR Reykjavík                           | Islandia}           | 23 de julio de 2015      | Lerkendal Stadion, Trondheim                | 3–0                                    | [ 45 ]     |
| 2015–16   | Liga Europa de la UEFA       | Tercera ronda previa                        | Debreceni Vasutas Sport Club           | Hungría             | 30 de julio de 2015      | Estadio Nagyerdei, Debrecen                 | 3–2                                    | [ 45 ]     |
| 2015–16   | Liga Europa de la UEFA       | Tercera ronda previa                        | Debreceni Vasutas Sport Club           | Hungría             | 6 de agosto de 2015      | Lerkendal Stadion, Trondheim                | 3–1                                    | [ 45 ]     |
| 2015–16   | Liga Europa de la UEFA       | Ronda de play-off                           | Steaua de Bucarest                     | Rumania             | 20 de agosto de 2015     | Arena Națională, Bucarest                   | 3–0                                    | [ 45 ]     |
| 2015–16   | Liga Europa de la UEFA       | Ronda de play-off                           | Steaua de Bucarest                     | Rumania             | 27 de agosto de 2015     | Lerkendal Stadion, Trondheim                | 0–1                                    | [ 45 ]     |
| 2015–16   | Liga Europa de la UEFA       | Fase de grupos                              | Association Sportive de Saint-Étienne  | Francia             | 17 de septiembre de 2015 | Estadio Geoffroy-Guichard, Saint-Étienne    | 2–2                                    | [ 45 ]     |
| 2015–16   | Liga Europa de la UEFA       | Fase de grupos                              | FC Dnipro Dnipropetrovsk               | Ucrania             | 1 de octubre de 2015     | Lerkendal Stadion, Trondheim                | 0-1                                    | [ 45 ]     |
| 2015–16   | Liga Europa de la UEFA       | Fase de grupos                              | Società Sportiva Lazio                 | Italia              | 22 de octubre de 2015    | Estadio Olímpico de Roma, Roma              | 1-3                                    | [ 45 ]     |
| 2015–16   | Liga Europa de la UEFA       | Fase de grupos                              | Società Sportiva Lazio                 | Italia              | 5 de noviembre de 2015   | Lerkendal Stadion, Trondheim                | 0-2                                    | [ 45 ]     |
| 2015–16   | Liga Europa de la UEFA       | Fase de grupos                              | Association Sportive de Saint-Étienne  | Francia             | 26 de noviembre de 2015  | Lerkendal Stadion, Trondheim                | 1-1                                    | [ 45 ]     |
| 2015–16   | Liga Europa de la UEFA       | Fase de grupos                              | FC Dnipro Dnipropetrovsk               | Ucrania             | 10 de diciembre de 2015  | Dnipro Arena, Dnipropetrovsk                | 0-3                                    | [ 45 ]     |
| 2016–17   | Liga de Campeones de la UEFA | Segunda ronda previa                        |                                        |                     |                          |                                             |                                        |            |

## Por club
La siguiente lista muestra las estadísticas contra equipos rivales Rosenborg ha jugado tres o más partidos en contra en los torneos de la UEFA. Muestra el club y su país, partidos jugados, ganados, empatados y perdidos, los goles a favor y en contra.
| Club                                  | País        | JJ | JG | JE | JP | GAF | GEN | Referencias(s)      |
| ------------------------------------- | ----------- | -- | -- | -- | -- | --- | --- | ------------------- |
| Juventus de Turín                     | Italia      | 6  | 0  | 3  | 3  | 3   | 8   | [ 1 ]               |
| Fútbol Club Oporto                    | Portugal    | 6  | 1  | 1  | 4  | 4   | 8   | [ 1 ]               |
| Real Madrid Club de Fútbol            | España      | 6  | 1  | 0  | 5  | 5   | 14  | [ 1 ]               |
| Bayer 04 Leverkusen                   | Alemania    | 4  | 0  | 0  | 4  | 0   | 7   | [ 43 ]              |
| Bayern de Múnich                      | Alemania    | 4  | 0  | 3  | 1  | 4   | 5   | [ 1 ]               |
| Brøndby IF                            | Dinamarca   | 4  | 4  | 0  | 0  | 9   | 5   | [ 1 ] [ 33 ]        |
| Celtic Football Club                  | Reino Unido | 4  | 1  | 0  | 3  | 4   | 6   | [ 1 ]               |
| Crusaders Football Club               | Reino Unido | 4  | 4  | 0  | 0  | 13  | 3   | [ 43 ] [ 44 ]       |
| Real Club Deportivo de La Coruña      | España      | 4  | 1  | 1  | 2  | 3   | 10  | [ 1 ]               |
| FC Dinamo de Kiev                     | Ucrania     | 4  | 0  | 0  | 4  | 4   | 10  | [ 1 ]               |
| KR Reykjavík                          | Islandia    | 4  | 4  | 0  | 0  | 10  | 2   | [ 1 ]               |
| Legia de Varsovia                     | Polonia     | 4  | 2  | 1  | 1  | 8   | 5   | [ 1 ] [ 43 ]        |
| Linfield Football Club                | Reino Unido | 4  | 2  | 2  | 0  | 4   | 1   | [ 1 ]               |
| Olympique de Lyon                     | Francia     | 4  | 0  | 1  | 3  | 2   | 9   | [ 1 ]               |
| Olympiacos Fútbol Club                | Grecia      | 4  | 2  | 2  | 0  | 11  | 5   | [ 1 ]               |
| SK Rapid Viena                        | Austria     | 4  | 2  | 1  | 1  | 9   | 9   | [ 1 ] [ 43 ]        |
| Steaua de Bucarest                    | Rumania     | 4  | 2  | 1  | 1  | 7   | 4   | [ 1 ]               |
| Panathinaikos Fútbol Club             | Grecia      | 4  | 1  | 2  | 1  | 6   | 5   | [ 1 ]               |
| Estrella Roja de Belgrado             | Yugoslavia  | 4  | 1  | 1  | 2  | 2   | 7   | [ 1 ]               |
| Club Brujas                           | Bélgica     | 3  | 1  | 1  | 1  | 4   | 4   | [ 1 ] [ 35 ]        |
| FC Copenhague                         | Dinamarca   | 3  | 1  | 1  | 1  | 3   | 3   | [ 35 ]              |
| Valencia Club de Fútbol               | España      | 3  | 2  | 0  | 1  | 4   | 4   | [ 1 ] [ 24 ] [ 35 ] |
| Association Sportive de Saint-Étienne | Francia     | 3  | 0  | 2  | 3  | 3   | 6   | [ 35 ] [ 45 ]       |